# 인디아나 존스: 크리스탈 해골의 왕국
《인디아나 존스: 크리스탈 해골의 왕국》(영어: Indiana Jones and the Kingdom of the Crystal Skull)은 영화 인디아나 존스 시리즈의 네 번째 작품이다. 3편인 《인디아나 존스: 최후의 성전》 이후 19년 만에 개봉하였다. 배경 또한 19년 뒤며(1938년에서 1957년으로 바뀜), 2008년 개봉하였다.

## 줄거리
냉전이 한창 진행 중인 1957년, 인디아나 존스와 그의 친구 맥은 소비에트 연방의 스파이들에게 납치당해 네바다주의 51구역에 있는 어느 창고로 끌려나온다. 그 뒤 등장한 소비에트 연방의 특수부대 대장 이리나 스팔코, 그녀는 인디아나 존스에게 1947년 그가 발굴했던 물건이 필요하다고 하고, 화약을 뿌려가면서 찾아낸 그 물건은 바로 로스웰에 추락한 외계인의 시체였다. 그 뒤 인디아나 존스를 제거하려는 소련군과 그를 배신한 맥, 하지만 인디아나 존스는 그들로부터 탈출하는데 성공하고, 그 뒤 어떤 마을로 도움을 요청하러 가지만 그 마을엔 마네킹만이 있었다. 알고보니 그 곳은 핵실험을 위해 설치된 세트장이었고 인디아나 존스는 황당한 방식으로 탈출한다.
우여곡절 끝에 마셜대로 돌아온 인디아나 존스. 하지만 정부의 압력으로 인해 그는 교수직에서 영구 해직당하게 되고, 뉴욕으로 가는 기차를 타고 떠나려는 중 머트 윌리엄스라는 젊은이를 만난다. 카페에서 머트는 자신의 어머니와 옥슬리 교수가 페루에서 실종되었다고 하면서 옥슬리 교수의 편지를 보여준다. 그때 KGB 요원들의 추격을 받지만 따돌리는데 성공하고, 인디아나 존스는 옥슬리 교수가 크리스탈 해골을 찾다가 사건에 휘말린 것 같다고 하면서, 크리스탈 해골에 대한 전설을 얘기해준다. 마야의 전설에 의하면 크리스탈 해골은 아마존에 있는 전설의 도시에 있는데 살아있는 망자들이 지키고 있으며, 그 해골을 제자리에 가져다 놓으면 그들의 힘을 이용할 수 있다고 한다. 그리고 15세기경 황금에 미친 스페인 제국의 군인 프란시스코 데 오레야나가 엘도라도를 찾던 중 크리스탈 해골을 찾았는데 도중에 실종되었다고 한다.
그렇게 해서 페루의 아카토로 떠난 인디아나 존스와 머트. 그들은 그 주변에 옥슬리 교수가 있었다는 정신병원에서 단서를 찾아내고, 마침내 오레야나의 무덤에서 크리스탈 해골을 찾는다. 하지만 이리나 스팔코가 이끄는 소련군 또한 크리스탈 해골을 노리고 있었다. 이리나 스팔코는 로스웰에서 발견된 것과 똑같은 외계인의 시신이 과거 소비에트 연방에서도 몇 차례 발견되었다고 말하면서, 크리스탈 해골을 이용해 소비에트 연방의 세계정복을 이루려고 한다.
그들의 기지에서 크리스탈 해골의 눈을 응시하다 미쳐버린 옥슬리 교수를 찾게되고, 더불어 매리언까지 발견한 인디아나 존스. 그를 만난 매리언은 머트는 사실 인디아나 존스와 매리언의 아들이었다고 한다. 그리고 옥슬리 교수가 손을 규칙적으로 움직이던 것을 보고 종이와 연필을 이용해 크리스탈 해골의 위치를 알아낸다. 그러던 사이 머트가 탈출시도를 하고 인디아나 존스와 매리언, 머트, 옥슬리는 다 함께 탈출하려고 하지만 결국 실패한다.
소련군들에게 붙잡힌 인디아나 존스 일행은 자동차를 탈취, 소비에트 연방의 군대와 추격전을 벌이고, 그들을 따돌리는 데 성공하여 마침내 전설의 도시에 도착한다. 그 곳에서 원주민의 공격을 받지만 크리스탈 해골을 보여주자 순순히 보내주고, 마침내 수백년 동안 동료를 기다리던 동료 외계인들의 유골을 발견한다. 하지만 맥이 떨어트렸던 신호 감지기를 추격한 소련군도 도착하고, 이리나 스팔코가 크리스탈 해골을 제자리에 놓자 외계인들은 자신들의 동료를 되찾아준 은혜로 소원을 들어주겠다고 한다. 그래서 이리나 스팔코는 그들이 가진 지식을 모두 자신에게 알려달라고 한다. 그러자 외계인들은 이리나의 소원을 들어주고, 자신들이 살던 차원으로 돌아가려 하자 신전이 무너지기 시작한다. 인디아나 존스와 일행은 탈출하지만 소련군들과 맥은 다른 차원으로 날아가 버리고, 이리나 스팔코는 너무 과도한 지식을 받아들여 소멸한다. 그 뒤 무너진 신전과 자신들의 차원으로 돌아가는 외계인들을 바라보는 일행. 마침내 옥슬리 교수는 정신이 돌아왔고, 자신들의 차원으로 돌아가는 외계인들을 보며 인디아나 존스는 말한다.
"마야어로 황금은 보물이지만 그들에게 보물은 지식이었던 거야."
그 뒤 미국으로 돌아온 인디아나 존스와 매리언은 결혼식을 올리고, 바람에 날아온 중절모를 머트가 들자 인디아나 존스가 그것을 가져다 쓰는 장면으로 영화는 막을 내린다.

## 출연진
- 해리슨 포드 - 인디아나 존스 역
- 캐런 앨런 - 매리언 레이븐우드 역
- 샤이아 러버프 - 헨리 존스 3세 / 멋 윌리엄스 역
- 케이트 블란쳇 - 이리나 스팔코 역
- 레이 윈스턴 - 조지 "맥" 맥헤일 역
- 짐 브로드벤트 - 찰스 스탠퍼드 학장 역
- 존 허트 - 해럴드 "옥스" 옥슬리 교수 역
- 이고리 지지킨 - 안토닌 도브첸코 역
- 조엘 스토퍼 - 테일러 FBI 요원
- 닐 플린 - 스미스 FBI 요원
- 앨런 데일 - 로스 장군
- 앤드루 디보프 - 그랜트 KGB 요원
- 파샤 리치니코프 - 루스벨트 KGB 요원
- 디미트리 디아첸코 - 러시아 요원 1
- 일랴 볼로흐 - 러시아 요원 2
- 어니 리예스 주니어 - 묘지 전사
- 쳇 행크스 - 도서관 학생

## 한국판 성우진(KBS) (2009년 12월 29일)
- 양지운 - 존스(해리슨 포드)
- 장민혁 - 머트(샤이아 러버프)
- 강희선 - 매리언(캐런 앨런)
- 윤소라 - 스팔코(케이트 블란쳇)
- 이완호 - 옥슬리 박사(존 허트)
- 안종국 - 스탠포스 학장(짐 브로드벤트)
- 조동희 - 맥(레이 윈스턴)
- 류다무현 - 도브첸코(이고리 지지킨)
- 곽윤상 - 장군(앨런 데일) / 목사(V.J. 포스터)
- 방우호 - FBI 요원(조엘 스토퍼) / 핵 시험 안내 방송
- 정형석 - FBI 요원(닐 플린)

## 같이 보기
- 수정 해골